# Nerita melanotragus
Nerita melanotragus is een slakkensoort uit de familie van de Neritidae. De wetenschappelijke naam van de soort is voor het eerst geldig gepubliceerd in 1884 door E. A. Smith.